# Gieselausluis

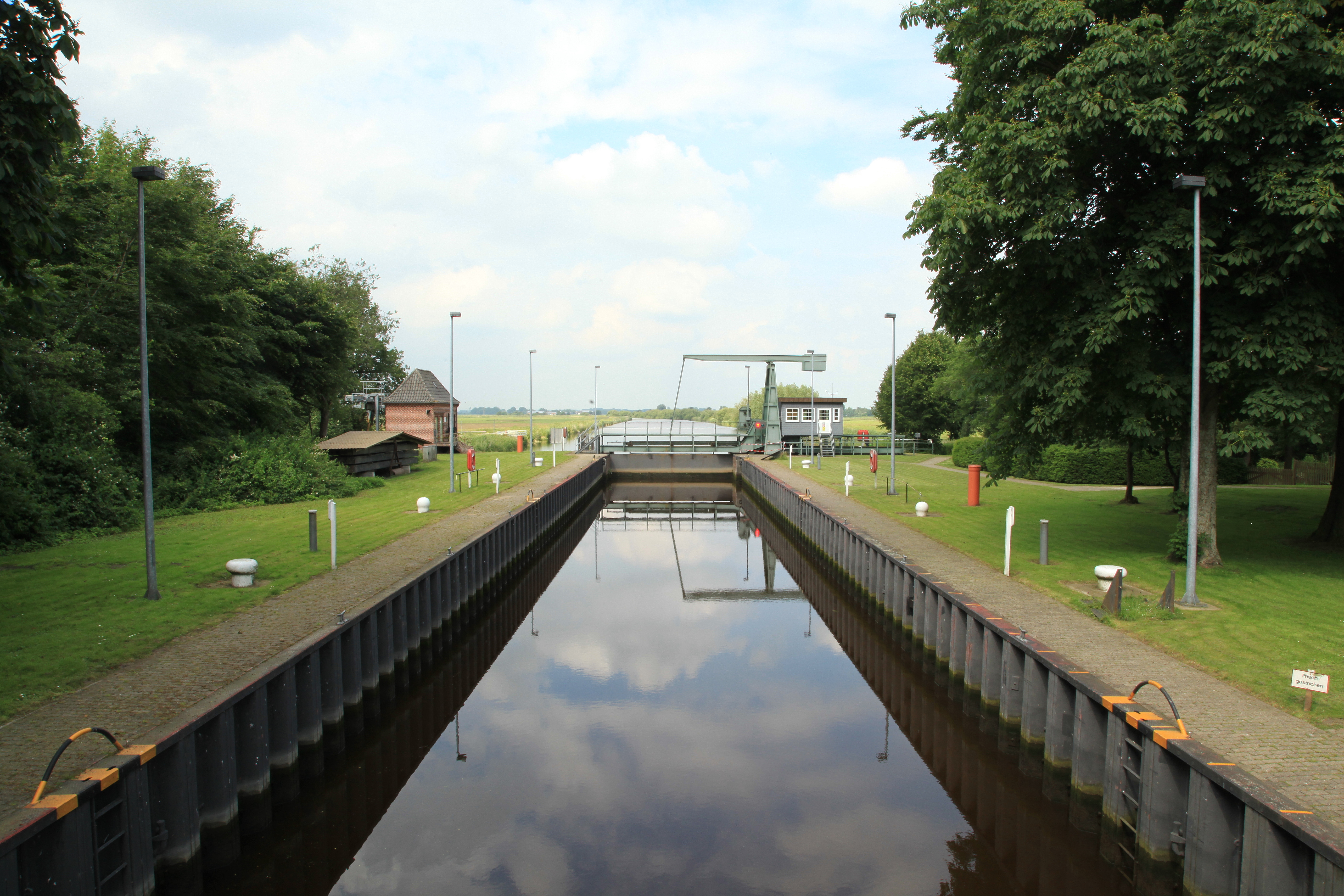
de sluis

De Gieselausluis, (Duits: Gieselauschleuse) is een sluis in het Gieselaukanaal, dat de verbinding vormt tussen de Eider en het Noord-Oostzeekanaal of Kielerkanaal bij Oldenbüttel.
De maximaal toegestane afmetingen op het Gieselaukanaal zijn:
- totale lengte: 65,00 m
- breedte: 9,00 m
- diepgang: 2,40 m

De vaarroute wordt voornamelijk gebruikt door schepen die van het Duitse Waddengebied bij de Oost-Friese eilanden Sylt, Föhr, Pellworm en Helgoland, ten westen van Sleeswijk-Holstein naar de Oostzee willen, of binnendoor terug naar het Noord-Duitse wad. De Eider is een toevluchtsoord bij (te) veel wind uit het noordwesten, wanneer er slecht weer dreigt in dit gebied. 
De sluis dreigt als gevolg van achterstallig onderhoud gesloten te worden.